# (6954) Potemkin
(6954) Potemkin (1987 RB6) – planetoida z pasa głównego asteroid okrążająca Słońce w ciągu 3,23 lat w średniej odległości 2,18 j.a. Odkryta 4 września 1987 roku.